# Chiền chiện đầu nâu
Chiền chiện đầu nâu (danh pháp hai phần: Prinia rufescens) là một loài chim thuộc Họ Chiền chiện. Loài này sinh sống ở Bangladesh, Bhutan, Campuchia, Trung Quốc, Ấn Độ, Lào, Malaysia, Myanmar, Thái Lan, và Việt Nam. Nó sinh sống ở rừng khô nhiệt đới và cận nhiệt đới.

## Phân loài
Hiện tại có 6 phân loài đã được công nhận:
- P. r. rufescens - vùng đông và đông bắc Ấn Độ, Bhutan, Bangladesh, nam Trung Quốc và Myanmar.
- P. r. beavani - vùng đông nam Myanmar, Thái Lan, Lào và bắc Việt Nam.
- P. r. peninsularis - vùng nam Myanmar và nam Thái Lan.
- P. r. objurgans - vùng đông nam Thái Lan và Campuchia.
- P. r. extrema - vùng nam Thái Lan và Malaysia bán đảo.
- P. r. dalatensis - vùng nam Việt Nam.